# Negastrius pulchellus
Negastrius pulchellus är en skalbaggsart som först beskrevs av Carl von Linné 1761.  Negastrius pulchellus ingår i släktet Negastrius, och familjen knäppare. Arten är reproducerande i Sverige.

## Bildgalleri

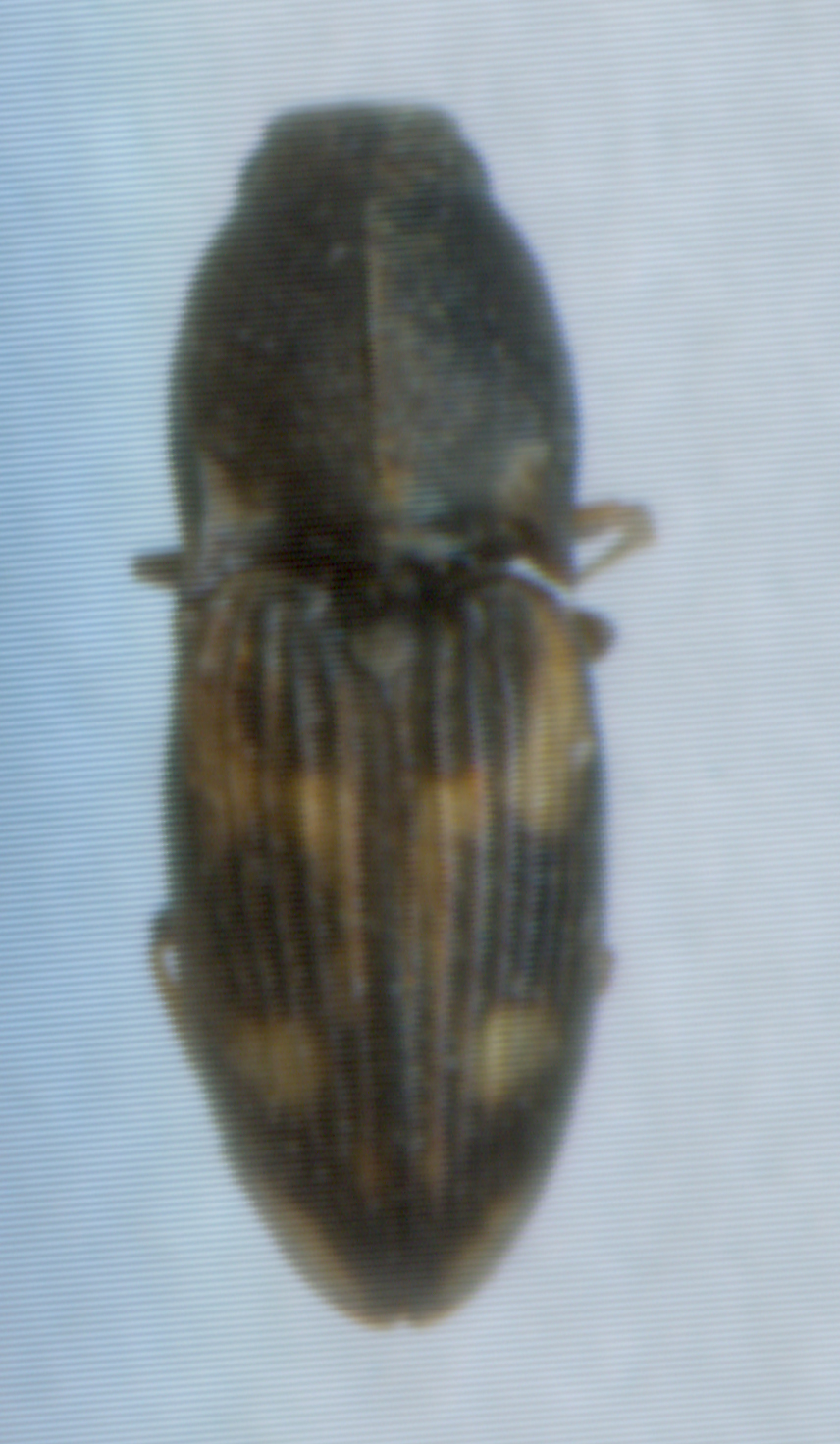
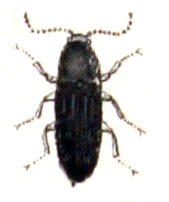